# Шахтёр (Кемеровская область)
Шахтёр — посёлок в Яшкинском районе Кемеровской области России. Административный центр Шахтёрского сельского поселения.

## География
Посёлок находится в северо-западной части Кемеровской области, в юго-восточной части Западно-Сибирской равнины, к востоку от реки Томь, на расстоянии примерно 16 километров (по прямой) к западу-юго-западу (WSW) от посёлка городского типа Яшкино, административного центра района. Абсолютная высота — 197 метров над уровнем моря.

### Часовой пояс
Посёлок Шахтёр, как и вся Кемеровская область, находится в часовой зоне МСК+4. Смещение применяемого времени относительно UTC составляет +7:00.

## Население
| 2010 |
| ---- |
| 588  |

Гендерный состав
По данным Всероссийской переписи населения 2010 года в гендерной структуре населения мужчины составляли 48,6 %, женщины — соответственно 51,4 %.
Национальный состав
Согласно результатам переписи 2002 года, в национальной структуре населения русские составляли 99 % из 684 чел.

## Инфраструктура
В посёлке функционируют основная школа, фельдшерско-акушерский пункт (структурное подразделение Яшкинской районной больницы) и библиотека.

## Улицы
Уличная сеть посёлка состоит из 12 улиц и 1 переулка.